# (7053) 1989 FA
1989 أف أي (ويعرف أيضًا باسم (7053) 1989 أف أي وفق تسمية الكوكب الصغير) (بالإنجليزية: 1989 FA)‏ هو كويكب ضمن حزام الكويكبات؛ وترتيبه 7053 من حيث الاكتشاف.
اكتُشف هذا الجُرم الفلكي بواسطة Atsushi Sugie ‏ في 28 مارس 1989.

## وصلات خارجية
- (7053) 1989 FA في قاعدة بيانات مختبر الدفع النفاث لأجرام النظام الشمسي الصغيرة

- الاكتشاف · مخطط المدار ·  العناصر المدارية · المعلمات المادية

- (7053) 1989 FA على موقع ويكي سكاي: DSS2, SDSS, GALEX, IRAS, Hydrogen α, X-Ray, Astrophoto, Sky Map, Articles and images